# Atàxia de Friedreich
L'atàxia de Friedreich o atàxia familiar és una malaltia hereditària que causa dany progressiu al sistema nerviós donant com a resultat símptomes que varien des de pertorbacions de la marxa i problemes del llenguatge a la malaltia cardíaca. Se li va donar el nom del metge Nicholaus Friedreich, qui va ser el primer a descriure la malaltia en la dècada de 1860. L"atàxia", que es refereix a problemes de coordinació i inestabilitat, es produïx en moltes malalties i afeccions diferents. L'atàxia en l'atàxia de Friedreich es produïx per la degeneració de teixit nerviós en la medul·la espinal i de nervis que controlen el moviment muscular dels braços i les cames. La medul·la espinal s'aprima i les cèl·lules nervioses perden part de la seva beina de mielina, l'estreta cobertura de totes les cèl·lules nervioses que ajuda a transmetre els impulsos nerviosos.
L'atàxia de Friedreich, encara que és infreqüent, és l'atàxia hereditària més prevalent, que afecta al voltant d'1 de cada 50.000 persones als Estats Units. Ambdós sexes s'afecten per igual.

## Signes i símptomes
Generalment els símptomes comencen entre els 5 i els 15 anys però poden, en ocasions infreqüents, aparèixer tan precoçment com als 18 mesos o tan tardanament com als 50 anys. El primer símptoma que apareix és generalment la dificultat per a caminar, o atàxia de la marxa. L'atàxia empitjora gradualment i es propaga lentament als braços i després al tronc. Poden ser signes precoços les deformitats en els peus, tals com peu de pinya, flexió (doblament involuntari) dels dits dels peus, dits dels peus en martell, o inversió del peu (gir cap a endins). Amb el temps, els músculs comencen a afeblir-se i a consumir-se, especialment en els peus, cames i mans, i es desenvolupen les deformitats. Altres símptomes inclouen la pèrdua de reflexos tendinosos, especialment en els genolls i els turmells. Sovint hi ha una pèrdua gradual de la sensació en les extremitats, que pot propagar-se a altres parts del cos. Es desenvolupa la disàrtria (llenguatge lent i arrossegant les paraules), i la persona es cansa amb facilitat. Els moviments ràpids, rítmics i involuntaris dels ulls (nistagme) són comuns. La majoria de les persones amb atàxia de Friedreich desenvolupa escoliosis (una curvatura de la columna cap a un costat), que en cas de ser greu, pot afectar la respiració.
Altres símptomes que poden produir-se són dolor toràcic, dificultat respiratòria i palpitacions. Aquests símptomes són el resultat de diverses formes de malaltia cardíaca que sovint acompanyen l'atàxia de Friedreich, com miocardiopatia (el cor es fa més gran), fibrosi del miocardi (formació de material de tipus fibrós en els músculs del cor), i insuficiència cardíaca. Les anormalitats del ritme cardíac com la taquicàrdia (freqüència cardíaca ràpida) i el bloqueig cardíac (deterioració de la conducció d'impulsos cardíacs dintre del cor) també són comuns. Al voltant del 20 per cent de les persones amb atàxia de Friedreich desenvolupa intolerància als hidrats de carboni i el 10 per cent contreu diabetis mellitus. Algunes persones perden l'audició o la vista.
La velocitat d'evolució varia d'una persona a una altra. Generalment, entre 10 i 20 anys després de l'aparició dels primers símptomes, la persona està confinada a una cadira de rodes, i en etapes posteriors de la malaltia els individus es tornen totalment incapacitats. Pot estar afectada l'expectativa de vida; moltes persones amb atàxia de Friedreich moren en l'edat adulta de la malaltia cardíaca associada, la causa de mort més comuna. No obstant això, algunes persones amb símptomes menys greus d'atàxia de Friedreich viuen molt més, algunes vegades fins als 60 o 70 anys.

## Diagnòstic
Els metges diagnostiquen l'atàxia de Friedreich realitzant un examen clínic minuciós, que comprèn una història clínica i un examen físic detallat. Les proves que podrien realitzar-se són: 
- electromiograma (EMG), que amida l'activitat elèctrica de les cèl·lules musculars,
- estudis de conducció nerviosa, que amiden la velocitat amb la qual els nervis transmeten els impulsos,
- electrocardiograma (ECG), que mostra una presentació gràfica de l'activitat elèctrica o del patró de batecs del cor,
- ecocardiograma, que registra la posició i moviment del múscul cardíac,
- imatges de ressonància magnètica (IRM) o tomografia computada (CT), que proporcionen una imatge del cervell i la medul·la espinal,
- punció lumbar per a avaluar el líquid cefalorraquidi,
- anàlisi de sang i orina per a verificar nivells augmentats de glucosa, i
- proves genètiques per a identificar el gen afectat.

## Genètica associada
L'atàxia de Friedreich és una malaltia autosòmica recessiva, el que significa que el pacient ha d'heretar dos gens afectats, un de cada pare, perquè es desenvolupi la malaltia. La persona que té una sola còpia anormal d'un gen d'una malaltia genètica recessiva com l'atàxia de Friedreich s'anomena portador. Un portador no desenvoluparà la malaltia però pot passar el gen afectat als seus fills. Si ambdós pares són portadors del gen de l'atàxia de Friedreich, els seus fills tindran una probabilitat d'1 en 4 de tenir la malaltia i una probabilitat d'1 en 2 d'heretar un gen anormal que ells, al seu torn, podrien passar als seus fills. Al voltant d'un de cada 90 nord-americans d'origen europeu transporta un gen afectat.
Els humans tenen dues còpies de cada gen, un heretat de la mare i l'altre del pare. Els gens estan situats en un lloc específic en cadascun dels 46 cromosomes de l'individu, que són cadenes atapeïdament enroscades d'ADN que contenen milions de substàncies químiques cridades bases. Aquestes bases: l'adenina, tiamina, citosina i guanina, s'abreugen A, T, C, i G. Certes bases sempre s'"aparellen" juntes (A amb T; C amb G), i combinacions diverses de parells de bases s'uneixen en grups de tres per a formar missatges codificats.
Aquests missatges codificats són "receptes" per a fer aminoàcids, el fonament de les proteïnes. Al combinar-se en seqüències llargues, com nombres telefònics llargs, els parells de bases li indiquen a cada cèl·lula com armar les diferents proteïnes. Les proteïnes componen les cèl·lules, els teixits i els enzims especialitzats que els nostres organismes necessiten per a funcionar normalment. La proteïna alterada en l'atàxia de Friedreich es diu frataxina.
En 1996, un grup de científics internacionals va identificar la causa de l'atàxia de Friedreich com un defecte en el gen situat en el cromosoma 9. A causa del codi anormal heretat, una seqüència de bases en particular (GAA) es repeteix moltes vegades. Normalment, la seqüència GAA es repeteix entre 7 i 22 vegades, però en les persones amb atàxia de Friedreich poden repetir-se centenars o milers vegades. Aquest tipus d'anormalitat es diu expansió de la repetició de triplets i ha estat implicada com la causa de diverses malalties hereditàries dominants. L'atàxia de Friedreich és la primera malaltia genètica recessiva coneguda la causa de la qual és l'expansió de la repetició de triplets. Encara que al voltant del 98 per cent dels portadors d'atàxia de Friedreich tenen aquesta expansió de la repetició de triplets particular, no es troba en tots els casos de la malaltia. Una molt petita proporció d'individus afectats té altres defectes de codificació de gens responsables per causar la malaltia.
L'expansió de la repetició de triplets aparentment altera l'armat normal d'aminoàcids a proteïnes, reduint molt la quantitat de frataxina que es produïx. La frataxina es troba en les parts de la cèl·lula productores d'energia (mitocondri). La investigació suggereix que sense un nivell normal de frataxina, certes cèl·lules de l'organisme (especialment el cervell, la medul·la espinal i les cèl·lules musculars) no poden produir energia eficaçment i tenen una acumulació de subproductes tòxics que provoca l'anomenat "estrès oxidatiu". Aquesta pista de la causa possible de l'atàxia de Friedreich va sorgir després que científics realitzessin estudis d'una proteïna de llevat amb una estructura química similar a la frataxina humana. Van trobar que l'escassesa d'aquesta proteïna en la cèl·lula del llevat duia a una acumulació tòxica de ferro en els mitocondris de la cèl·lula. Quan l'excés de ferro reaccionava amb l'oxigen, es produïen radicals lliures. Encara que els radicals lliures són molècules essencials en el metabolisme de l'organisme, també poden destruir cèl·lules i danyar a l'organisme.

## Tractament
La major part del tractament està enfocada a resoldre molts dels símptomes i complicacions acompanyants per a ajudar els pacients a mantenir un funcionament òptim pel major temps possible. La diabetis mellitus, si estigués present, pot tractar-se amb dieta i medicaments com la insulina, i alguns dels problemes del cor també poden tractar-se amb medicaments. Els problemes ortopèdics com les deformitats dels peus i l'escoliosi poden tractar-se amb aparells o cirurgia. La fisioteràpia pot perllongar l'ús dels braços i cames.
L'any 2019 l'Agència Europea de Medicaments va donar al medicament omaveloxolona la designació de medicament orfe per a aquesta malaltia arran dels bons resultats preliminars. El febrer de 2023 l'Administració d'Aliments i Fàrmacs el va acceptar oficialment als Estats Units d'Amèrica com a tractament, el primer medicament específicament dissenyat per a aquesta malaltia.